# 1834
1834 (MDCCCXXXIV) var ett normalår som började en onsdag i den gregorianska kalendern och ett normalår som började en måndag i den julianska kalendern.

## Händelser

### Januari

Tyska tullföreningen.

- 1 januari – Tyska tullföreningen avskaffar inbördes tullar.
- 3 januari – Den mexikanska staten kastar Stephen F. Austin i fängelse i Mexico City.

Toronto.

- 9 januari – Storbritannien ockuperar Falklandsöarna.[1]

### Mars
- 6 mars – York, Övre Kanada inkorporeras som "Toronto".
- 14 mars – John Herschel upptäcker den öppna stjärnhopen NGC 3603.[2]

### Juni
- 3 juni – Karl XIV Johan besöker Uppsala högar under stora festligheter, som en nationell manifestation.
- 28 juni – Fäktmästaren Gustaf Johan Schartau presenterar Olympiska Föreningen i Nya Helsingborgs-Posten.

### Juli
- 13 juli – Schartau bildar Olympiska Föreningen i Helsingborg.
- 17 juli – De Första olympiska spelen i Ramlösa hålls i Ramlösa utanför Helsingborg. Spelen är tänkta att hållas varje år, men kommer endast att spelas en gång till, 1836.
- 26 juli – En timmerman i Majorna i Göteborg blir Sveriges första offer för koleran. Den första koleraepidemin i landet börjar i Göteborg och sprids över hela landet. 25 000 människor insjuknar, varav 3 000 dör i Stockholm, 12 000 i hela Sverige.
- 29 juli – Office of Indian Affairs skapas i USA.

### Augusti

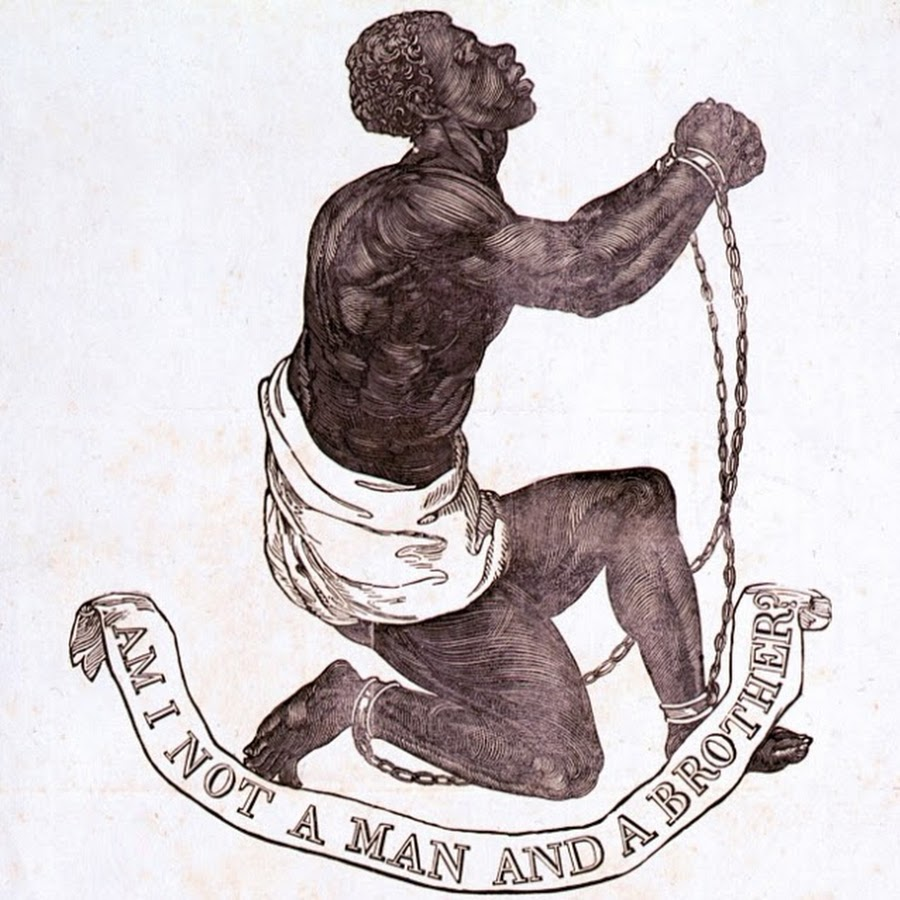
Slaveri officiellt avskaffat i Brittiska imperiet.

- 1 augusti – Med Slavery Abolition Act 1833 avskaffas slaveriet officiellt i det Brittiska imperiet.
- 14 augusti – Poor Law Amendment Act 1834 i Storbritannien förklarar att ingen arbetsför brittisk man kan få fattigvård utanför arbetshuset (en slags fattigstuga).

South Australia.

- 15 augusti – Med South Australia Act godkänns byggandet av en bosättning i South Australia.
- 19 augusti – Det första koleradödsfallet i Stockholm inträffar.

### Oktober
- 4 oktober – En brand i Vänersborg, Sverige förstör 187 fastigheter, vilket motsvarar 80 % av staden.[3]
- 16 oktober – Westminsterpalatset förstörs vid en brand.
- 20 oktober – För att fira 24-årsdagen av sin ankomst till Sverige utfärdar Karl XIV Johan allmän amnesti för politiska fångar. Den verkliga orsaken till amnestin är, att man på så sätt vill bli av med den påstridige kaptenen Anders Lindeberg, som friats från en majestätsbrottsdom, men vägrar acceptera domslutet och kräver att få bli avrättad.

### December
- 10 december – Sir Robert Peel efterträder Lord Melbourne som Storbritanniens premiärminister.
- 11 december – Sjätte Xhosakriget karaktäriseras av strider mellan vita bosättare och Bantufolket i Kapkolonin; nederländsktalande bosättare bosätter vid området norr om Oranjefloden.
- 17 december – Mellan Dublin och Kingston öppnas Irlands första järnväg, och är normalspårig.[4]

### Okänt datum
- Charles Babbage påbörjar konceptet med designen av en "analytisk maskin", en mekanisk föregångare till datamaskinen.[5][6]
- The Wilmington and Raleigh Railroad bildas i Wilmington, North Carolina, USA.[7]
- San Salvador ersätter Guatemala City som huvudstad i Centralamerikanska federationen.
- Silvermyntfot återinförs i Sverige efter en myntrealisation. Riksbankssedlarna inlöses till halva värdet. Valutan blir stabilare och mer konvertibel mot andra valutor.
- Sveriges första mekaniska bomullsväveri inrättas i Rydboholm i Västergötland.
- Kung Karl XIV Johan utfärdar en svensk neutralitetsförklaring gentemot Ryssland och Storbritannien,[8] vilket är Sveriges första neutralitetsförklaring.
- General Carl Akrell får i uppdrag att reorganisera den optiska telegrafen i Sverige.
- En kampanj dras igång för att folk över hela Sverige ska börja använda träskor, detta för att minska kostnaderna för skoproduktion. Detta misslyckas dock.

## Födda

### Första kvartalet

#### Januari
- 23 januari
  - Måns Hansson, svensk lantbrukare, kommunalpolitiker och riksdagsman.
  - Alexandru Odobescu, rumänsk arkeolog, historiker, författare och politiker.

#### Februari
- 7 februari – Dmitrij Mendelejev, rysk kemist.
- 16 februari – Ernst Haeckel, tysk zoolog och naturfilosof.
- 25 februari – Gustaf Emanuel Beskow, svensk hovpredikant, pedagog och politiker.

#### Mars
- 2 mars – Lev Ivanov, rysk balettdansör och koreograf.
- 4 mars – James W. McDill, amerikansk republikansk politiker, senator 1881–1883.
- 6 mars – George du Maurier, brittisk tecknare och författare. (död 1896)
- 17 mars – Gottlieb Daimler, tysk ingenjör, konstruktör och industriman.
- 17 mars – Charles William Eliot, amerikansk pedagog och vetenskapsman, president av Harvard University 1869–1908.
- 24 mars – William Morris, brittisk formgivare och författare.

### Andra kvartalet

#### April
- 23 april – Adolf Hedin, svensk politiker med flera för tiden radikala liberala idéer, såsom allmän rösträtt, parlamentarism och religionsfrihet.

#### Maj
- 22 maj – Auguste Barth, fransk indolog.

#### Juni
- 8 juni – Ebenezer J. Ormsbee, amerikansk republikansk politiker, guvernör i Vermont 1886–1888.
- 19 juni – Moritz Rubenson, svensk kommunalpolitiker och riksdagsman.

### Tredje kvartalet

#### Juli
- 4 juli – Christopher Dresser, brittisk designer.
- 14 juli – James McNeill Whistler, amerikansk-brittisk målare och grafiker.
- 19 juli – Edgar Degas, fransk målare och skulptör.
- 22 juli – Anders Willman, svensk operasångare och teaterchef.

#### Augusti
- 5 augusti – Ole Anton Qvam, norsk politiker.
- 20 augusti – Francis T. Nicholls, amerikansk militär och politiker.

#### September
- 9 september – Hultkläppen, svensk spelman.
- 15 september – Heinrich von Treitschke, tysk historiker och politiker.

### Fjärde kvartalet

#### Oktober
- 1 oktober – Francis Cockrell, amerikansk general och politiker, senator 1875–1905.
- 9 oktober – Rufus Blodgett, amerikansk demokratisk politiker, senator 1887–1893.
- 10 oktober – Aleksis Kivi, finländsk författare.
- 14 oktober – Philipp Josef Pick, österrikisk dermatolog.

#### November
- 27 november – Michael Bernays, tysk litteraturhistoriker.

#### December
- 6 december – Henry W. Blair, amerikansk republikansk politiker.
- 12 december – Wilhelmine Clauss-Szarvady, österrikisk pianist.
- 15 december – Charles Augustus Young, amerikansk astronom.
- 27 december – Charles Lamb, brittisk författare.

### Okänt datum
- Anselm Baker, engelsk munk och konstnär.

## Avlidna

### Första kvartalet

#### Januari
- 8 januari – Jacques-Julien Houtou de Labillardière, 78, fransk botaniker.
- 12 januari – William Wyndham Grenville, 1:e baron Grenville, 74, brittisk politiker, premiärminister 1806–1807.

#### Februari
- 8 februari – Lewis David von Schweinitz, 53, tysk-amerikansk mykolog.
- 12 februari – Friedrich Schleiermacher, 65, tysk protestantisk teolog och filosof.
- 14 februari – Sir John Shore, 82, brittisk politiker.
- 26 februari – Alois Senefelder, 62, tysk uppfinnare.
- 28 februari – Isaac D. Barnard, 42, amerikansk politiker, senator 1827–1831.

#### Mars
- 30 mars – Albert Kriegel, 30, tysk jurist.

### Andra kvartalet

#### April
- 12 april – Isabella Seymour-Conway, markisinna av Hertford, 74, brittisk adelsdam.
- 27 april – Thomas Stothard, 78, brittisk konstnär.

#### Maj
- 3 maj – Aleksej Araktjejev, 64, rysk greve och militär.
- 14 maj – Charlotta Aurora De Geer, 54, svensk grevinna, hovdam, salongsvärd och opinionsbildare.
- 20 maj – Gilbert du Motier, markis av Lafayette, 76, fransk general.

#### Juni
- 2 juni – Edward Lloyd, 54, amerikansk politiker, senator 1819–1826.

### Tredje kvartalet

#### Juli
- 21 juli – Henry Leavenworth, 50, amerikansk militär.
- 24 juli – Carl Stellan Mörner, 73, svensk greve och ämbetsman.
- 25 juli – Samuel Taylor Coleridge, 61, brittisk författare.

#### Augusti
- 24 augusti – William Kelly, 47, amerikansk jurist och politiker, senator 1822–1825.

#### September
- 2 september – Thomas Telford, 77, skotsk ingenjör.
- 20 september – Johan Peter Strömberg, 61, svensk teaterman.
- 24 september
  - Jonas Galusha, 81, amerikansk politiker, guvernör i Vermont 1809–1813 och 1815–1820.
  - Peter I av Brasilien, 35, abdikerad kejsare av Brasilien.

### Fjärde kvartalet

#### Oktober
- 5 oktober – María Josefa Pimentel, 83, spansk kulturpersonlighet och salongsvärd.
- 8 oktober – François Adrien Boïeldieu, 58, fransk tonsättare.
- 10 oktober – Thomas Say, 47, amerikansk entomolog, konkolog och herpetolog.
- 25 oktober – Axel von Rosen, 61, svensk greve och ämbetsman.
- 31 oktober – Éleuthère Irénée du Pont, 63, fransk-amerikansk kemist och industrialist.

#### November
- 6 november – Magnus Palmqvist, 73, svensk friherre och sjömilitär.
- 8 november – Gaudenz von Planta, 76, schweizisk politiker.
- 27 november – Rosalie de Constant, 76, schweizisk naturalist.

#### December
- 23 december – Thomas Robert Malthus, 68, brittisk nationalekonom.
- 27 december – Charles Lamb, 59, brittisk författare.
- 31 december – Jan Nejedlý, 58, tjeckisk författare.

### Fotnoter
1. ↑  ”World Statesmen”. http://www.worldstatesmen.org/Falklands.html.
2. ↑  Sher, D. (30 maj 1965). ”The Curious History of NGC 3603”. Journal of the Royal Astronomical Society of Canada "59":  ss. 76. http://adsabs.harvard.edu/abs/1965JRASC..59...67S. Läst 8 september 2010.
3. ↑  ”Värmlands brandhistoriska klubb”. Arkiverad från originalet den 12 oktober 2011. https://www.webcitation.org/62NB7kO36?url=http://www.brandhistoriska.org/olyckor_se.html.
4. ↑  ”Järnvägar i historien”. Arkiverad från originalet den 12 augusti 2010. https://web.archive.org/web/20100812121411/http://www.jvmv.se/bandelsregister/LOK-reg/H1700.htm.
5. ↑  Hyman, Anthony (1982). Charles Babbage: pioneer of the computer. Oxford University Press. ISBN 0-19-858170-X
6. ↑  ”Babbage's Analytical Engine, 1834-1871 (Trial model)”. Science Museum (London). Arkiverad från originalet den 20 september 2010. https://web.archive.org/web/20100920230519/http://www.sciencemuseum.org.uk/objects/computing_and_data_processing/1878-3.aspx. Läst 1 oktober 2010.
7. ↑  ”CommunicationSolutions/ISI, "Railroad — Wilmington & Raleigh (later Weldon)"”. http://www.historync.org/railroad-WWRR.htm., North Carolina Business History, 2006, läst 1 februari 2010
8. ↑  Sverige 1900-talet – Sverige åter i Europa, NE, Bra Böcker, 2000